# 岡山市立桃丘小学校
岡山市立桃丘小学校（おかやましりつ ももがおかしょうがっこう）は、岡山県岡山市北区芳賀の芳賀佐山団地にある公立小学校。
芳賀地域および佐山地域の丘陵区に造成された住宅団地である芳賀佐山団地と芳賀佐山県営住宅の住民の要望により、1990年に岡山市立馬屋下小学校と岡山市立平津小学校から、それぞれ対象地域を学区分離し、それを統合する形で成立した小学校である。
そして校内にはバスケットボールチームがあり中国大会に出場し4位と素晴らしい成績を収めた。

## 教育目標
明日をたくましく、こころ豊かに生きる桃丘の子ども

## 主な進学先
- 岡山市立中山中学校

## 通学区域が隣接している学校
- 岡山市立平津小学校
- 岡山市立馬屋下小学校
- 岡山市立馬屋上小学校
- 岡山市立野谷小学校
- 岡山市立横井小学校